# Бретонський націоналізм

Прапор Бретані

Бретонський націоналізм — політична ідеологія, а також громадсько-політичний рух ув історичному регіоні Бретань (Франція), що ставить на меті створення і розвиток бретонської самостійної національної держави та/або захист національної (кельтської) самобутності. Бретонці вважаються однією з шести кельтських націй (разом із корнцями, ірландцями, менцями, шотландцями і валлійцями).
Бретонські націоналісти прагнуть отримати право на більше самоврядування у Франції, або ж узагалі відокремитись від неї. Також, одним з їхніх прагнень є запровадження бретонської як офіційної в ЄС, отримання представництва у ньому, ООН та решті міжнародних організацій.
Бретонський культурний націоналізм охоплює важливий мовний складник, зокрема мовці бретонської і ґалло прагнуть рівноправності цих мов у краю, поруч із французькою. Бретонський рух прагне породити культурне відродження через народну пісню й мистецтва на противагу все відчутнішим французьким культурним впливам. Велику увагу приділяється популяризуванню і відновленню серед загалу традицій і, що важливо, налагодженню міцних зв'язків з іншими кельтськими націями.
Бретонський рух сьогодення опирає свої заклики на живкість бретонських міфів, спогадів і символів, які в різних формах збереглися впродовж тривалого метрополійного французького домінування з часів інкорпорації Бретані через династичний союз у 1532 р.
Французька позиція відносно Бретані сильно варіюється: від надання Бретані самоврядування (т. зв. децентралізація) й до ще більшого обмеження терену в правах. Відоме колись французьке прислів'я «нема бретонця — нікому наплювати» може ілюструвати чимале упередження проти етнічних меншин навіть сьогодні, породжене їхнім минулим підпорядкованим статусом.

## Історія й етапи розвитку, партії
Історія бретонського націоналізму ділиться на три етапи (брет. emsav):
1. Доба від XIX-го століття і до 1914 року, початок і формування національного руху;
2. Період 1914—1945, характеризується спершу витворенням руху в єдине ціле, а згодом його розкол. Коли під час Французької кампанії (1940) Німеччина захопила Францію, в національному русі стався розкол. Деякі бретонські лідери казали боротися й проти нацистських зайд, інші ж вирішили співпрацювати з німцями, як-от Емон Ропарз, сподіваючись здобути незалежність Бретані. У грудні 1943 року, членом комуністичної партії було вбито абата й бретонського борця за незалежність, Жана-Марі Перра, нібито за співпрацю з німцями. Емон Ропарз, натомість зумів утекти спершу до Вельсу, а потім й Ірландії, де жив до кінця життя. Після закінчення війни, з іще більшим запалом відновилися й колишні репресії проти етнічних бретонської культури й мови.
3. Кінцевий, третій період — це час після Другої світової війни і супутнє йому відродження, яке починається з 1960-х років.

Існує кілька сучасних політичних партій, заснованих на бретонських націоналістичних поглядах, як-от:
- Union Démocratique Bretonne (укр. Бретонський демократичний союз);
- Breton Party (укр. Бретонська партія);
- Emgann (укр. Бій);
- Adsav (укр. Відродження).

## Опит громадської думки
Згідно з опитуванням громадської думки, у 2013 році 18 % бретонців підтримували незалежність.